# Elena Salgado
Elena Salgado Méndez (ur. 12 maja 1949 w Ourense) – hiszpańska polityk, ekonomistka i urzędniczka państwowa, parlamentarzystka, w latach 2004–2011 minister w rządach José Luisa Rodrígueza Zapatero.

## Życiorys
Ukończyła inżynierię przemysłową na Universidad Politécnica de Madrid oraz ekonomię na Uniwersytecie Complutense w Madrycie. W latach 70. podjęła pracę w Escuela de Organización Industrial, państwowej szkole prowadzącej podyplomowe studia z zakresu zarządzania przedsiębiorstwem. W latach 1982–1984 zajmowała stanowisko dyrektora działu badań w instytucie małej i średniej przedsiębiorczości działającym w ramach ministerstwa przemysłu. Później pracowała przy reorganizacji resortu obrony, a następnie na dyrektorskim stanowisku w ministerstwie gospodarki i finansów. Powoływana również w skład rad dyrektorów przedsiębiorstw państwowych (m.in. RENFE). Od 1991 do 1996 była sekretarzem generalnym w ministerstwie robót publicznych, transportu i środowiska. W 1996 odeszła z administracji rządowej, gdy socjaliści przeszli do opozycji. Została przewodniczącą fundacji zarządzającej madryckim teatrem Teatro Real, pełniła kierownicze funkcje w przedsiębiorstwach branży konsultingowej i telekomunikacyjnej.
Powróciła do działalności politycznej wraz z PSOE w kwietniu 2004, obejmując w gabinecie José Luisa Rodrígueza Zapatero urząd ministra zdrowia. W lipcu 2007 przeszła na stanowisko ministra administracji publicznej, zajmując je do kwietnia 2009. W międzyczasie, w 2008, uzyskała mandat posłanki do Kongresu Deputowanych IX kadencji, który wykonywała do 2011. Od kwietnia 2009 do grudnia 2011 pełniła funkcję ministra gospodarki i finansów. Do lipca 2011 była jednocześnie drugim wicepremierem, a następnie do końca funkcjonowania rządu w grudniu 2011 zajmowała stanowisko pierwszego wicepremiera. Ponownie zajęła się działalnością menedżerską i doradczą.